# Ravavy miafina
Ravavy miafina es una especie de hormiga, la única conocida del género Ravavy, que se encuentra en la subfamilia Dolichoderinae. Se descubrieron en Madagascar. Solo se conocen los machos.